# 울란바토르역
울란바토르역(몽골어: Улаанбаатар өртөө)은 몽골의 수도 울란바토르의 주요 철도역이다.
본 역은 몽골의 지역 및 국제 교통의 중심지이다. 몽골 종단 철도가 이 역을 통과하며, 몽골에서 가장 큰 규모를 가진 역이다.

## 역사
울란바토르 역은 1949년에 개장했다.
2014년에는 울란바토르 레일버스의 주요 터미널이 되었다.

## 매체

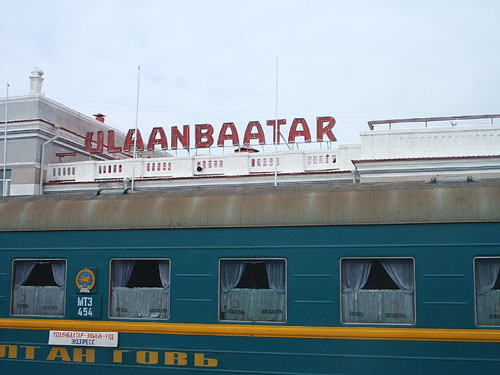
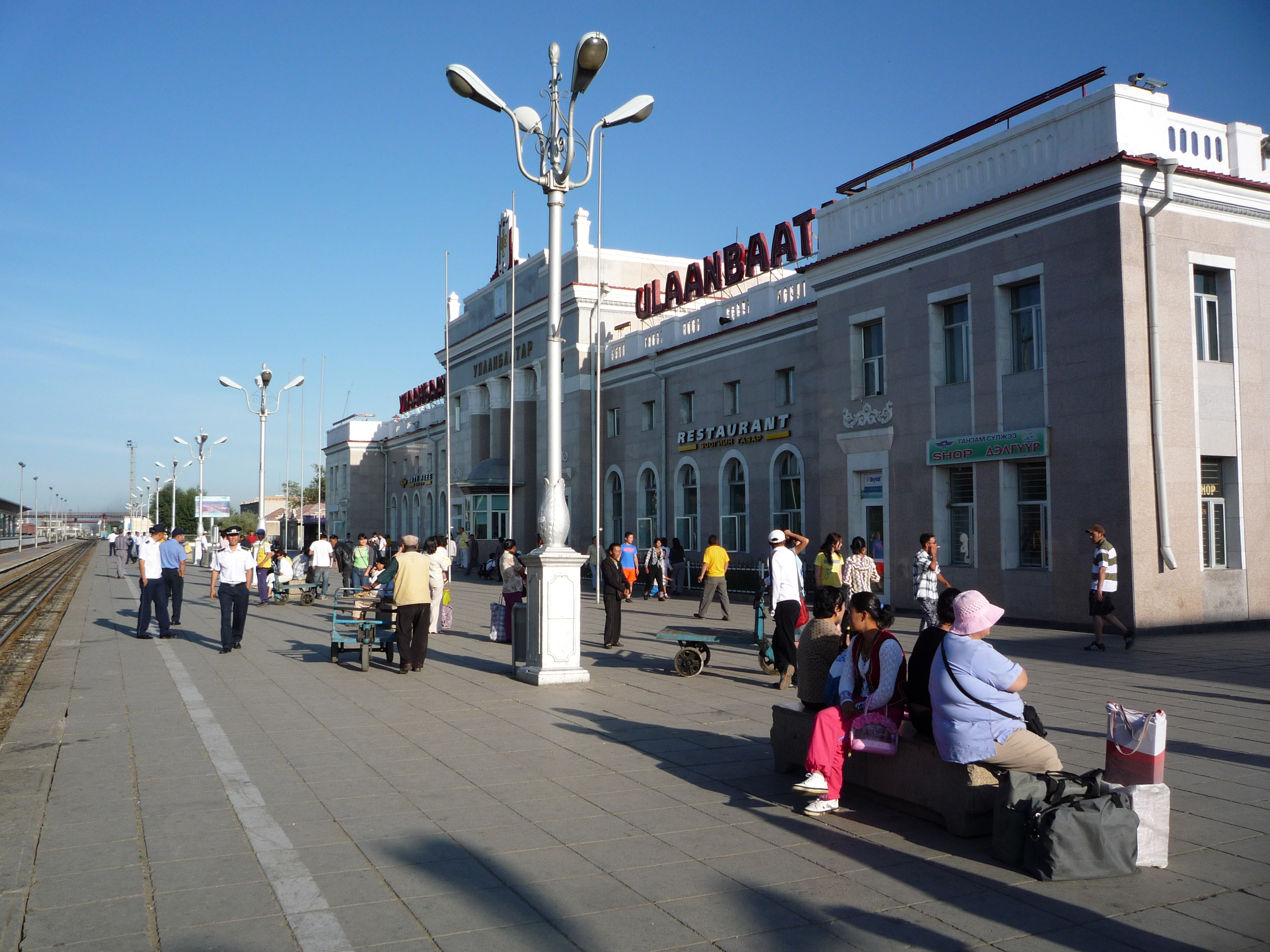
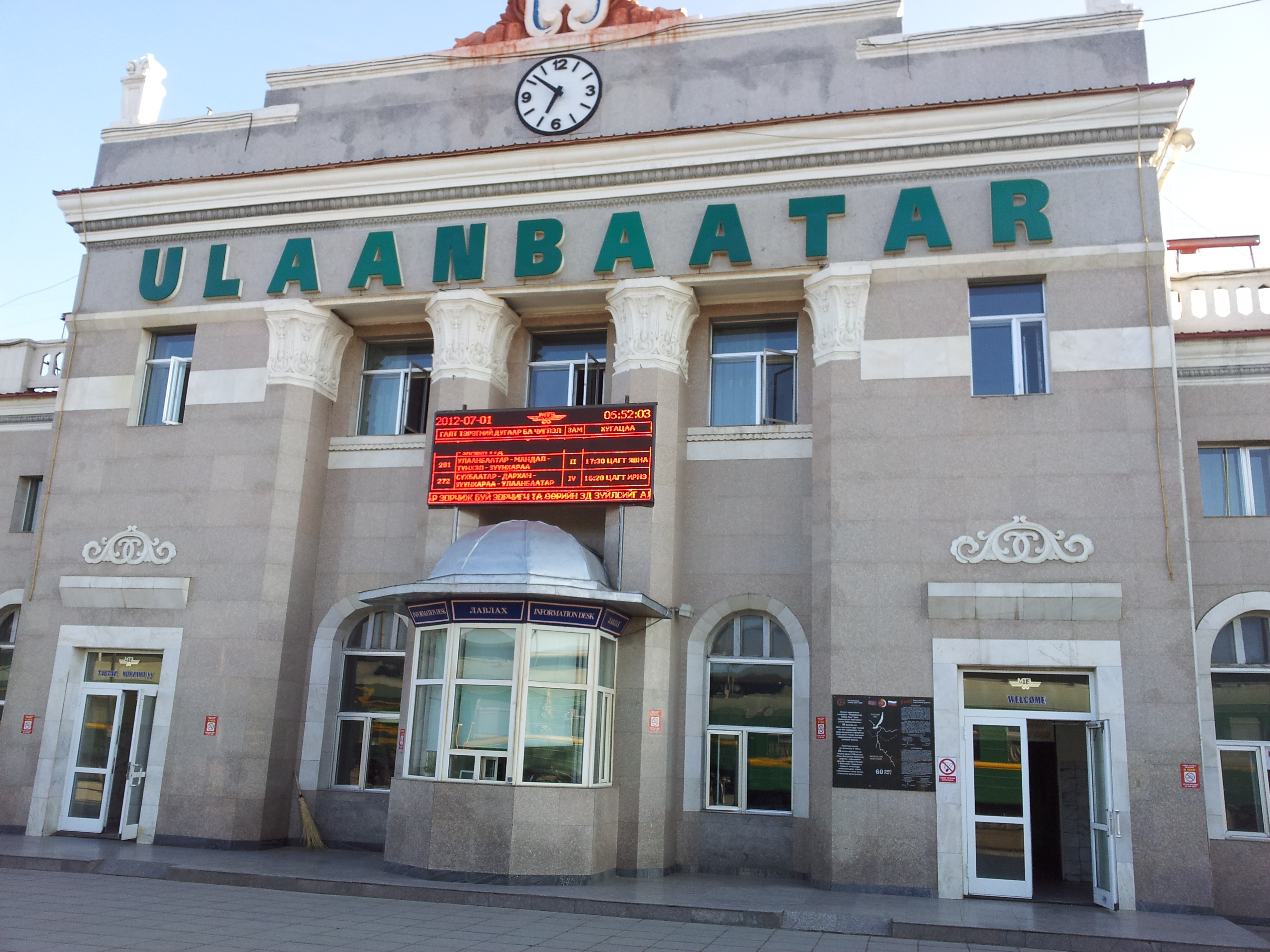

## 열차
- 모스크바-울란바토르
- 수흐바타르-울란바토르
- 모스크바-베이징
- 이르쿠츠크–울란바토르